# Dagpauwoog
De dagpauwoog (Aglais io) is een middelgrote vlinder uit de onderfamilie Nymphalinae van de familie Nymphalidae.
De dagpauwoog is een van de bontst gekleurde vlinders in Europa. De soort komt binnen Europa algemeen voor in de gematigde zones en ontbreekt in het uiterste noorden en zuiden. Ook in de gematigde gebieden van Azië komt de soort voor tot in Japan. Het grote verspreidingsgebied is onder meer te verklaren doordat de belangrijkste waardplant, de brandnetel, zoveel voorkomt. In België en Nederland is de dagpauwoog een algemene soort en is een van de bekendste dagvlinders.
De dagpauwoog is hier niet te verwarren met andere vlinders vanwege de grootte, de oranjerode vleugels en de karakteristieke oogvlek op de bovenzijde van iedere vleugel. De onderzijde is juist goed gecamoufleerd door donkerbruine kleuren en donkere strepen. Ook de rupsen zijn duidelijk te herkennen aan hun gitzwarte lichaam met lange, brede stekels. Zij zijn soms massaal te vinden op brandnetels, die geheel kaalgevreten kunnen worden.
De dagpauwoog is voornamelijk te zien in de zomer, het is een van de soorten die als volwassen vlinder overwintert en 's winters kan worden aangetroffen in huizen. In de lente ontwaken de dieren weer om te paren en de eieren af te zetten.

## Naamgeving en taxonomie

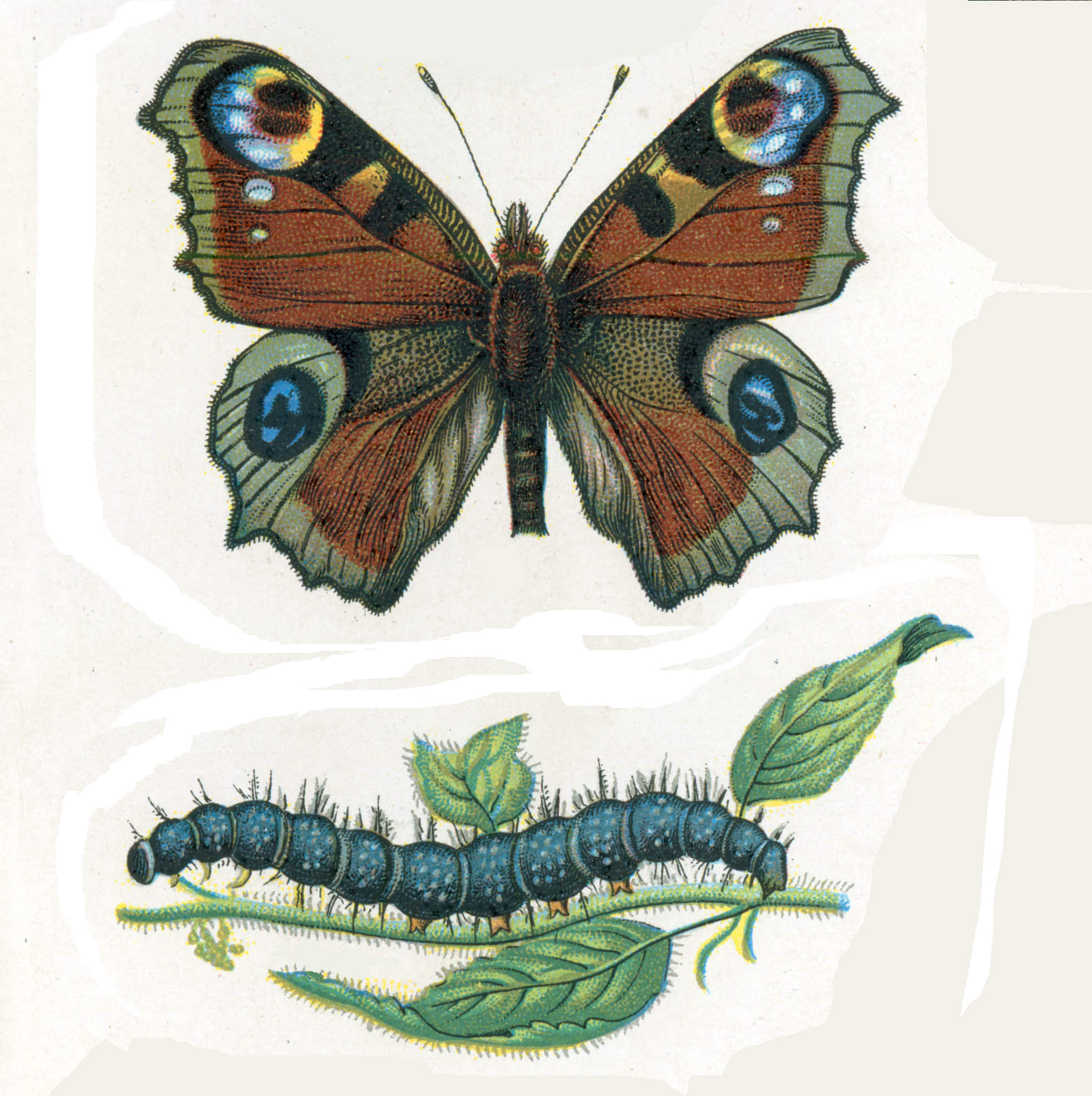
Tekening van de vlinder en rups door F. Nemos uit Europas bekannteste Schmetterlinge, circa 1895

De dagpauwoog werd door Carl Linnaeus als Papilio io in Systema naturae van 1758 vermeld. De soort is later in andere geslachten geplaatst, zoals in Nymphalis als Nymphalis io en werd naderhand in het monotypische geslacht Inachis geplaatst, een naam die nog veel in de literatuur te vinden is. De geslachtsnaam Inachis is een verwijzing naar de riviergod Inachos uit de Griekse mythologie. Op basis van nieuwe inzichten werd de soort later in het geslacht Aglais geplaatst. De soortaanduiding io verwijst naar de dochter van Inachos, Io.
De dag(-)pauwoog dankt zijn Nederlandstalige naam aan de dagactieve levenswijze en de vlekken op de vleugels. Deze oogvlekken hebben iriserende blauwe en paarse kleuren en doen denken aan de oogvlek op een staartveer van een mannelijke pauw (Pavo cristatus). Oogvlekken op de vleugels komen overigens bij veel meer soorten vlinders voor, ook bij soorten uit andere families.
Een verouderde Nederlandse naam is pauwoogvlinder. Ook in andere talen verwijst de naam van de vlinder naar de op de pauwenogen lijkende vlekken. Voorbeelden zijn het Engelse peacock butterfly, het Duitse Tagpfauenauge, het Franse paon du jour en het Noorse dagpåfugløye.

### Ondersoorten
Er worden drie ondersoorten onderscheiden die voornamelijk verschillen in verspreidingsgebied:
| Naam                | Auteur          | Verspreidingsgebied                            |
| ------------------- | --------------- | ---------------------------------------------- |
| Aglais io caucasica | Jachontov, 1912 | Azerbeidzjan                                   |
| Aglais io geisha    | Stichel, 1908   | Japan                                          |
| Aglais io io        | Linnaeus, 1758  | Het grootste deel van het verspreidingsgebied. |

## Verspreiding en habitat

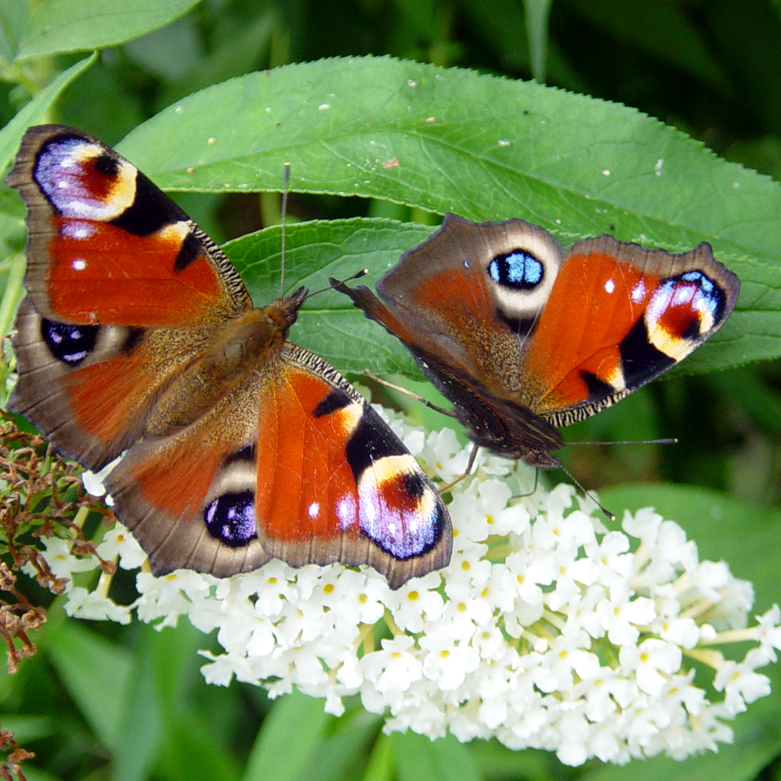
Dagpauwoog op vlinderstruik

De dagpauwoog is een palearctische soort die voorkomt in grote delen van Europa en oostwaarts in Azië voorkomt tot in Japan. In zuidelijk en zuidoostelijk Azië ontbreekt de soort.
Binnen Europa heeft de soort zijn noordgrens in het zuiden van Scandinavië omdat het ten noorden hiervan te koud is. In het zuiden van Europa ontbreekt de soort rond het Middellandse Zeegebied. In Groot-Brittannië is de dagpauwoog met name in het zuidelijke deel te vinden en wordt deze naarmate men noordelijker komt, zeldzamer. In Ierland komt de soort wel algemeen voor.

### Habitat
De vlinder heeft geen echte voorkeur voor een bepaald leefgebied, als het maar zonnig is en er bloemen zijn om nectar uit te zuigen. Daarom is de soort vooral te vinden in bloemrijke graslanden, maar ook tuinen worden veel bezocht en vooral als er planten als de vlinderstruik in staan. Veel vlinders worden in hun verspreiding in sterke mate beperkt door de verspreiding van de waardplanten waarop de rupsen leven. De larven van de dagpauwoog beschikken echter over een ruim aanbod aan voedsel omdat de brandnetels waarop ze leven zeer algemeen voorkomen. De vlinder kan zich hierdoor ontwikkelen in slecht onderhouden tuinen, slootkanten, industrieterreinen, braakliggende stukken grond, bosranden, vuilstortplaatsen, parken, wegbermen, spoordijken en vele andere door de mens geschapen biotopen.

### Standvlinder
De dagpauwoog is een standvlinder maar kan nieuwe gebieden snel koloniseren. De soort kan tot tientallen kilometers zwerven, waarbij de dieren vooral met de wind mee worden gevoerd en niet gericht trekken zoals bijvoorbeeld de atalanta. Soms komen grote aantallen door de wind meegevoerde exemplaren voor, zoals in het jaar 1995 het geval was in Nederland. Ook de algemene verspreiding van de voedselplanten draagt ertoe bij dat de soort in een gunstig jaar enorm in aantal kan toenemen; dan zijn er drie generaties mogelijk en leggen de vrouwtjes tot 1000 eitjes.

### België en Nederland
In België en Nederland is de soort van de vroege lente tot in de herfst vrijwel overal te vinden, ook in hoger gelegen delen van de Ardennen en op alle Waddeneilanden. In de jaarlijkse tuinvlindertelling van De Vlinderstichting werd de dagpauwoog tussen 2 en 4 augustus 2013 38.883 maal waargenomen en was daarmee de meest getelde soort.

## Veldkenmerken

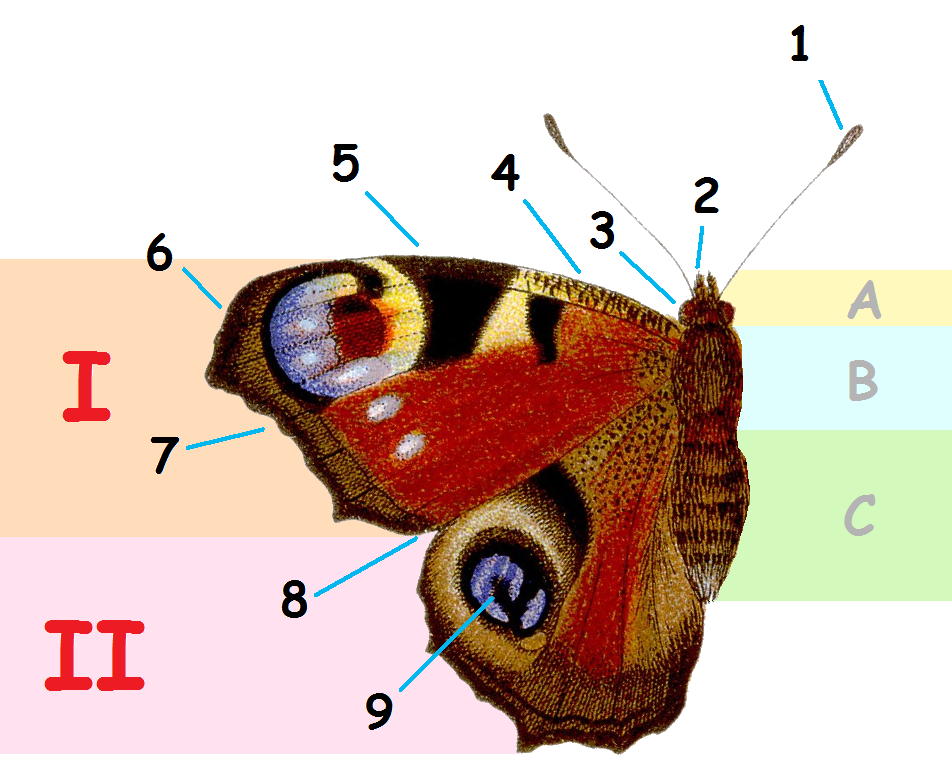
Lichaamskenmerken van de dagpauwoog:

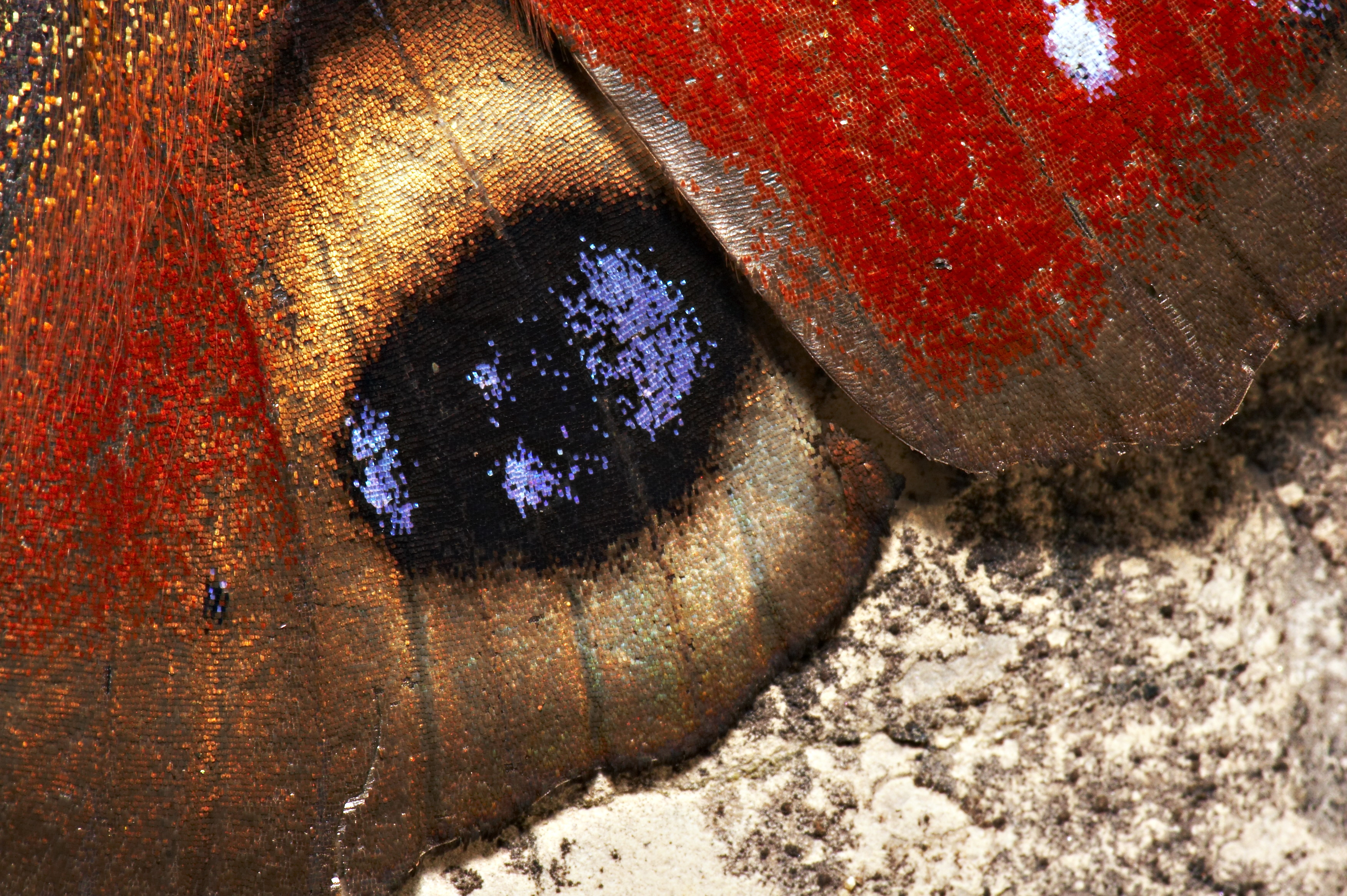
Een macro-opname van de vleugel waarbij de gekleurde schubben zijn te zien

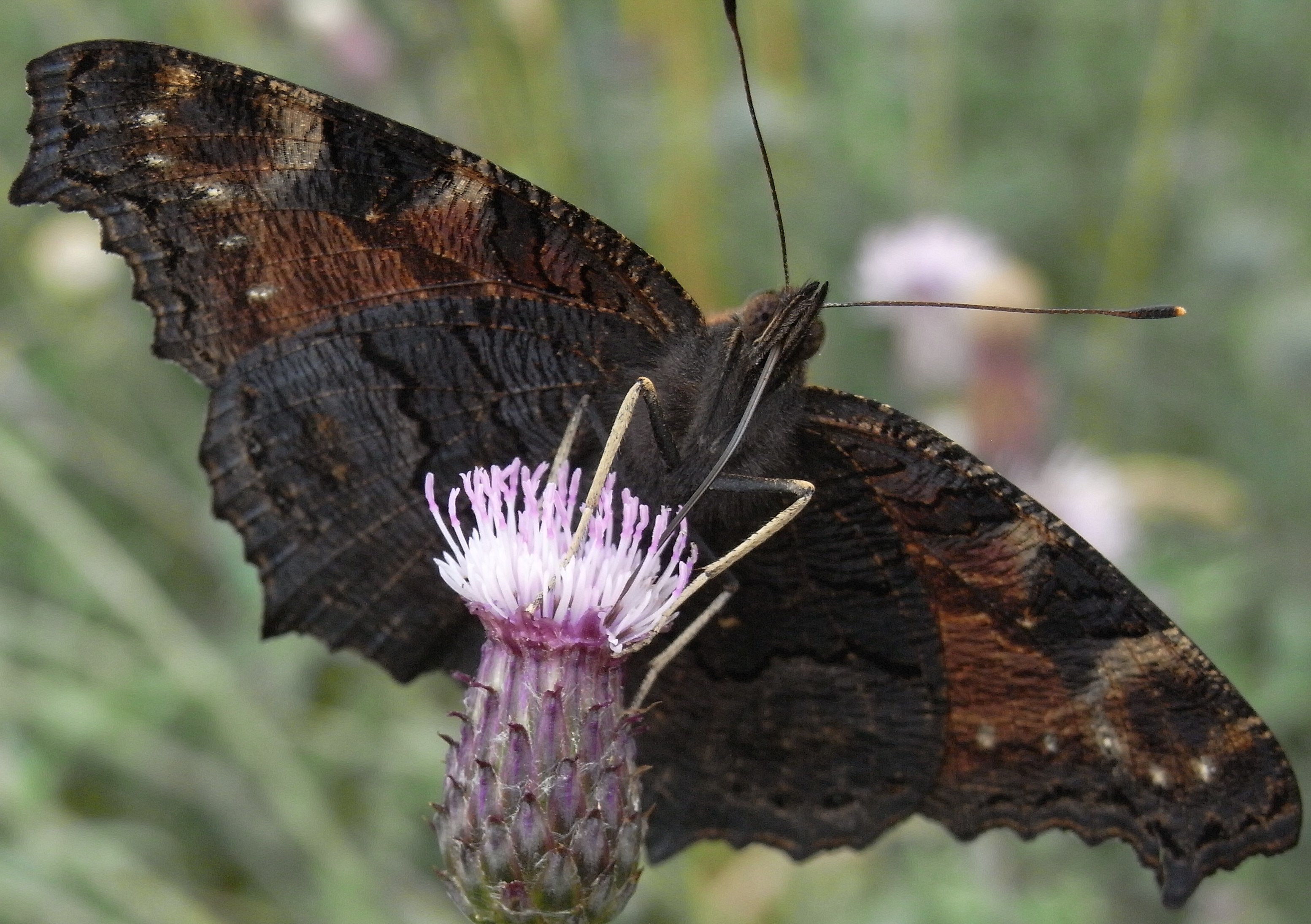
De voorpoten zijn in rust moeilijk te zien.

De dagpauwoog is een vrij grote vlinder die een vleugelspanwijdte of vlucht van ongeveer 50 tot 60 millimeter bereikt. Net als bij andere vlinders bestaat het lichaam uit drie delen en beschikt het dier over twee paar vleugels en drie paar poten. De soort is gemakkelijk te herkennen aan een combinatie van bepaalde lichaamskenmerken zoals de aanhangsels van de kop, de kleur van de vleugels en de vorm van de poten.

### Kop
De kop is relatief klein maar is duidelijk te onderscheiden van de achterzijde door de verschillende aanhangsels. De meest geprononceerde uitsteeksels zijn de antennes, die relatief lang en zwart van kleur zijn. De antennes zijn dun en sprieterig en hebben een opvallend, tonvormig uiteinde dat aan de bovenzijde wit van kleur is. De antennes zijn belangrijke zintuigen en bevatten chemoreceptoren om voedsel en een partner op te sporen.
De voorzijde van de kop bevat verschillende gepaarde organen, waarvan de zogenaamde labiale palpen vaak duidelijk te zien zijn als behaarde uitsteekseltjes aan de voorzijde. In het midden van de labiale palpen is de proboscis of roltong gelegen. Deze oprolbare tong is in rust niet te zien maar kan bij het opnemen van voedsel enkele millimeters worden uitgestoken. De tong bestaat uit twee duidelijk verlengde kopdelen, de zogenaamde galea. Bij andere insecten zijn dit twee kleine lobjes aan de kop maar bij veel vlinders zijn de galea uitgegroeid tot een samengestelde buis.

### Borststuk
Het borststuk van de vlinder is bol van vorm, dicht behaard en is het breedste deel van het lichaam. Het borststuk herbergt de sterk vergrote vleugelspieren van de vlinder. Het bestaat uit drie segmenten, aan de bovenzijde zijn aan de eerste twee segmenten twee paar vleugels aangehecht en aan de onderzijde draagt ieder segment een paar poten.

### Vleugels
De vleugels bestaan uit twee voorvleugels aan de voorzijde en twee achtervleugels aan de achterzijde. De bovenzijde van de vleugels heeft bonte kleuren terwijl de onderzijde donkerbruin tot zwart van kleur is.
De bovenzijde van de voorvleugel is grotendeels helder oranjerood van kleur met een brede zoom die bruin gekleurd is. Langs de vleugelrand loopt een smalle donkerkleurige zoom. Aan de voorrand van de vleugel is een opvallende gele strook aanwezig die de vleugelrand volgt, en duidelijk zwart gestreept is zodat een zebramotief ontstaat. Deze band beslaat ongeveer de helft van de vleugelrand aan de voorzijde van de vleugelwortel tot het midden van de vleugel. In de buitenhoek van de voorvleugel is een grote oogvlek gelegen die bestaat uit een oranjerood centrum waarvan de bovenzijde overgaat naar zwart, omgeven door een brede witgele rand. De buitenrand van de vlek, naar de vleugelpunt toe, heeft iriserende paarse en blauwe kleuren. De blauw-paarse kleur hier komt doordat de vleugel, door zijn minimale dikte, werkt als een zogenoemde thin film, hetzelfde optische fenomeen als bijvoorbeeld olie op water en een zeepbel.
Aan de binnenzijde van de vlek, aan de vleugelwortel-zijde, is een zwarte vlek gelegen die verder naar het centrum overgaat in een witte vlek en ten slotte in een driehoekige, zwarte vlek die duidelijk uitsteekt naar de achterzijde. Deze driehoekige vlek is gelegen onder de zebra-achtige lichte rand aan de vleugelrand. Onder de oogvlek zijn twee kleine lichtere tot witte vlekken gelegen die vaak iriserende paarse kleuren hebben. Aan de binnenzijde van de voorvleugel, bij het lichaam van de vlinder, is de kleur donkerder en bedekt met kleine gele stipjes. Deze doen enigszins denken aan goudstof.
De bovenzijde van de achtervleugel is alleen op het midden voorzien van de oranjerode kleur. De vleugel is aan de lichaamszijde grotendeels donkerder gekleurd en heeft ook kleine gele vlekjes als op de voorvleugel. Ook op de achtervleugel is een grote oogvlek aanwezig op de vleugelpunt. Deze vlek heeft een minder geprononceerde witte zoom dan de oogvlek op de voorvleugel. Het centrum is zwart en voorzien van twee vlekken die een paarse kleur hebben. Ook de achtervleugel is voorzien van een bruine zoom aan de rand.
De onderzijde van zowel de voor- als de achtervleugels is zeer donkerbruin van kleur en de oogvlekken zijn afwezig. Het vleugeloppervlak heeft enkele donkere, golvende lijnen op het midden, aan de vleugelrand is een rij donkere vlekjes aanwezig. Het geheel doet denken aan een verdord blad, zodat de dagpauwoog bij gesloten vleugels goed gecamoufleerd is.

### Poten
De poten van de vlinder zijn relatief lang en zwart van kleur. Het uiteinde van de poot, ook wel tars of voet, heeft bij een vrouwtje vijf geledingen. Mannetjes hebben een enkel lid dat sterk verlengd is. Net als bij veel andere vlinders bevatten de poten ook chemosensorische zintuigcellen. Hierdoor 'proeft' de vlinder de ondergrond zodra hij hierop landt. Vooral de vrouwtjes kunnen zo goed waarnemen op welke plant de vlinder zich bevindt, wat belangrijk is bij het afzetten van de eitjes.
Het voorste potenpaar is bij de soorten uit de familie Nymphalidae, waartoe de dagpauwoog behoort, duidelijk gespecialiseerd. Dit potenpaar is omgebouwd tot poetsorganen en wordt gebruikt om de antennes schoon te houden. Het voorste potenpaar is aanzienlijk kleiner en is in rust niet te zien, waardoor het lijkt alsof de vlinder slechts twee paar poten heeft.

### Achterlijf
Het achterlijf van de vlinder is het langste lichaamsdeel en is verdeeld in verschillende segmenten. Omdat het achterlijf dicht behaard is zijn de verschillende delen moeilijk te onderscheiden. De haartjes zijn glanzend en roodbruin tot bruin van kleur. Het achterlijf van de vlinder bevat de organen zoals de ademhalingsorganen, de spijsverteringsorganen en de geslachtsorganen.

## Onderscheid met andere soorten
De dagpauwoog is dankzij de paarsblauwe oogvlekken op een oranjerode achtergrond moeilijk te verwarren met enige andere vlindersoort. Er zijn wel andere soorten met oogvlekjes, zoals het bont zandoogje maar de vlekken zijn veel kleiner en hebben gele en bruine kleuren. Vlinders met vergelijkbare oogvlekken zoals de nachtpauwoog hebben vaak een sterk afwijkende lichaamsvorm zodat ze makkelijk zijn te onderscheiden. De verwante soorten uit het geslacht Aglais hebben wel overeenkomende oranjerode vleugelkleuren en vlekken maar nooit duidelijke oogvlekken zoals de dagpauwoog.

Afbeeldingen: gelijkende soorten
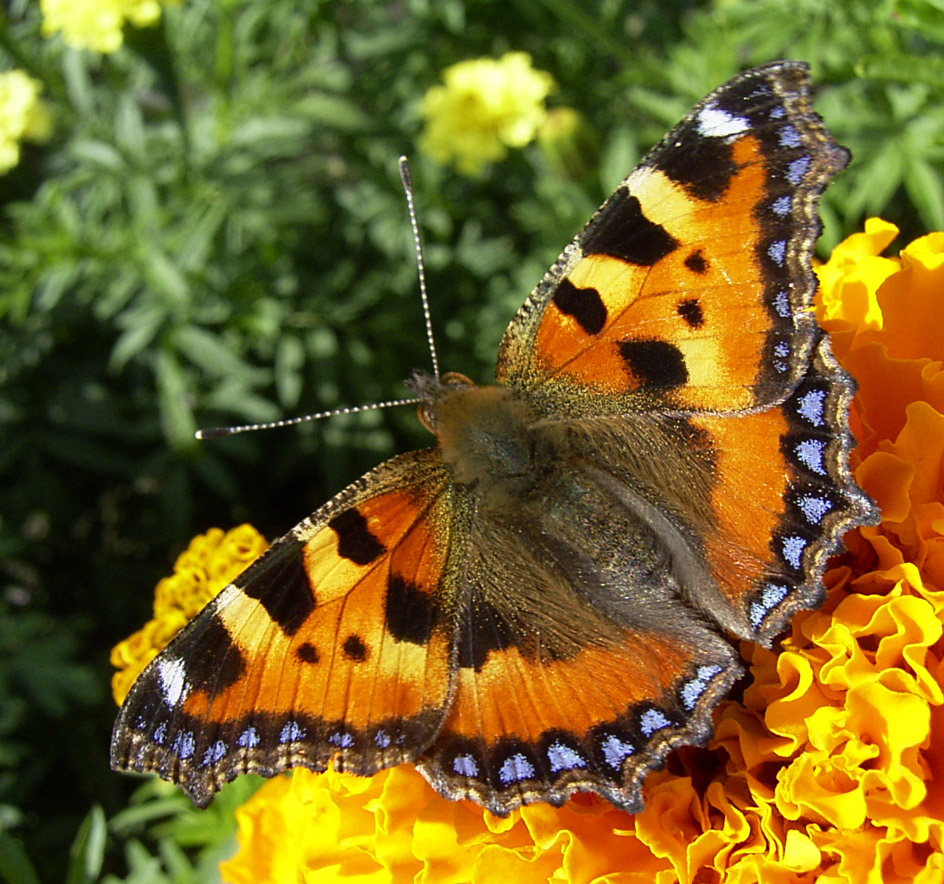
Kleine vos
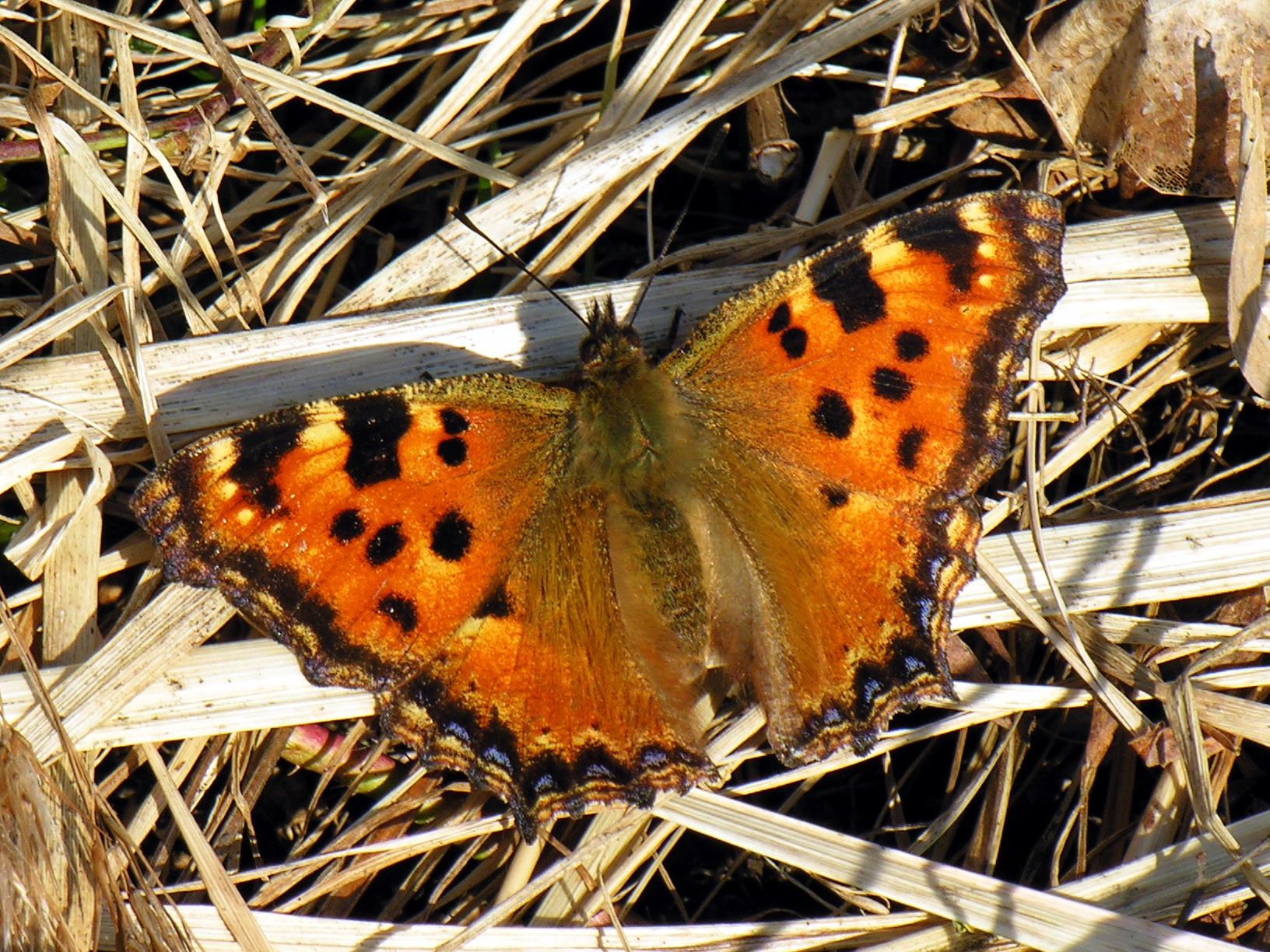
Grote vos
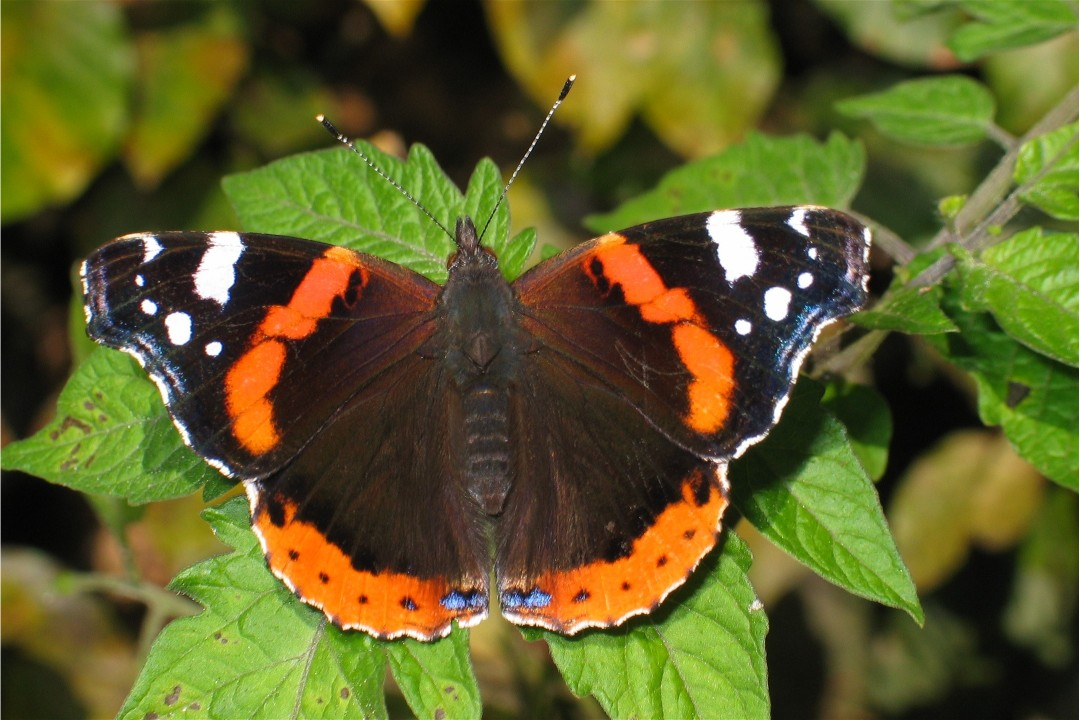
Atalanta
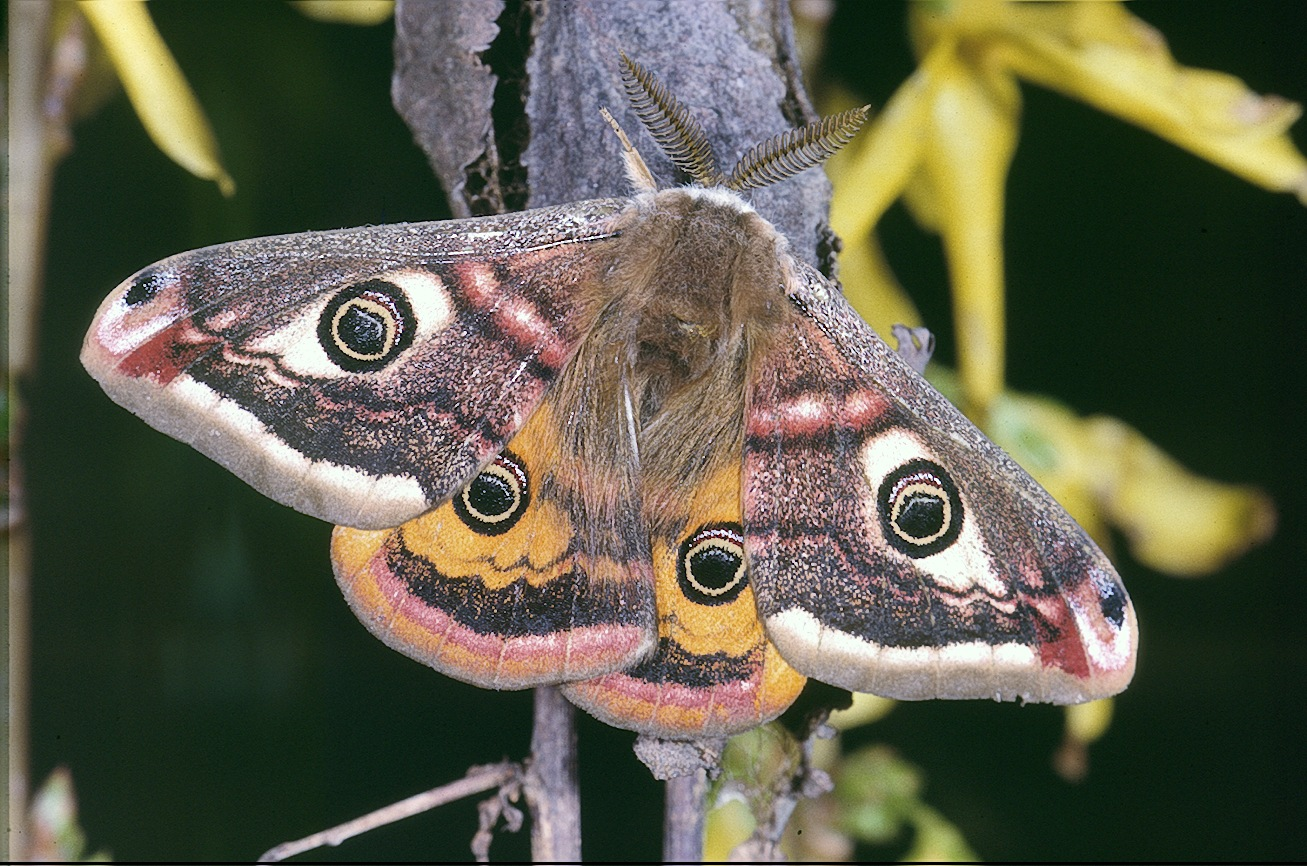
Nachtpauwoog

### Rups
De rupsen lijken enigszins op die van de kleine vos en worden ook op dezelfde waardplanten gevonden. De rupsen van de kleine vos zijn echter donkergroen gekleurd, missen de witte stipjes en zijn licht gestreept. Oudere rupsen van de kleine vos zijn duidelijk geel gestreept in de lengte en niet meer te verwarren. Ook de rupsen van het landkaartje (Araschnia levana) lijken door hun zwarte lichaam en vertakte stekels sterk op die van de dagpauwoog. Ze zijn echter in één oogopslag te onderscheiden door een paar vertakte stekels op het kopschild, die bij de larven van de dagpauwoog en de kleine vos altijd ontbreken.

## Voortplanting en ontwikkeling

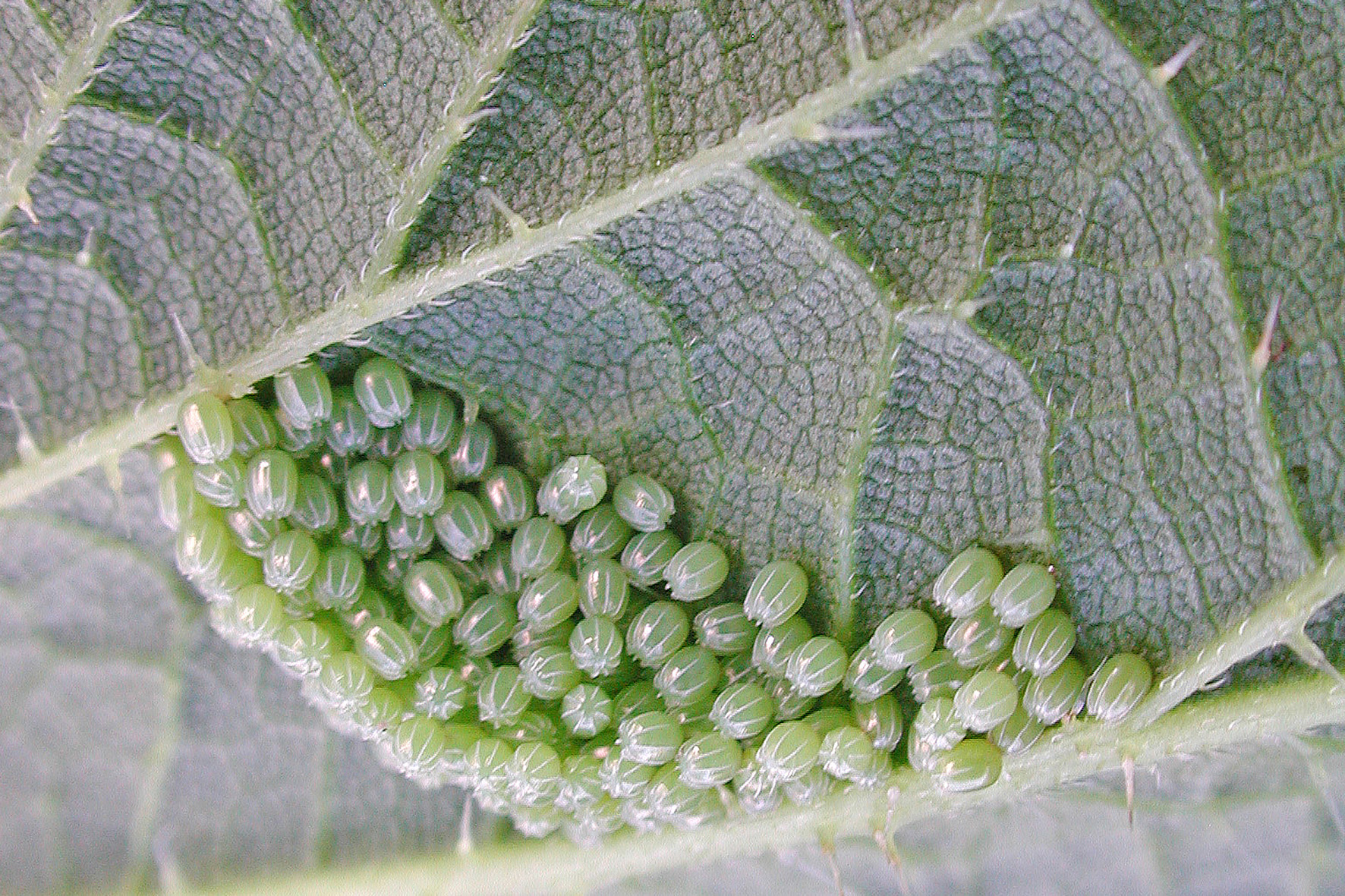
Eitjes van de dagpauwoog aan de onderzijde van een blad.

De volwassen vlinders komen in de lente na de eerste warme dagen uit hun winterkwartier en zoeken elkaar op voor de paring. De dagpauwoog is net als de verwante kleine vos een van de vroegst geziene soorten doordat de volwassen dieren overwinteren. Ze komen soms tevoorschijn bij de eerste zonnestralen als de sneeuw nog niet is weggesmolten. Mannetjes verdedigen een territorium op een zonbeschenen plaats. Wanneer zich een vrouwtje aandient wordt dit achtervolgd, waarna de paring kan plaatsvinden.
In tegenstelling tot veel andere vlindersoorten, verschillen mannetjes en vrouwtjes bij de dagpauwoog niet van uiterlijk, de vrouwtjes zijn gemiddeld wel iets groter. Omdat er echter een sterke individuele variatie in grootte is, kan het geslacht niet op basis van de grootte worden bepaald. Na de paring zet het vrouwtje eitjes af op de brandnetel en zijn er de rupsen van mei tot juni. In warme jaren ontwikkelt zich een tweede generatie waarvan de rupsen te zien zijn van juli tot september. Soms komt zelfs een derde generatie voor.

### Ei
De vlinder zet in totaal ongeveer 800 tot 1000 eitjes af in groepjes van 50 tot enkele honderden exemplaren, vrijwel uitsluitend op de brandnetel. De eitjes worden in onsamenhangende groepjes afgezet aan de onderzijde van het blad en niet in regelmatige rijen zoals bij andere insecten het geval is. Hierdoor is bij een aanval van een eieretend roofinsect de kans groter dat er een aantal eitjes overblijft. De eitjes van de dagpauwoog worden in vergelijking met die van de kleine vos (Aglais urticae) op meer beschaduwde plaatsen afgezet.
Het ei is enkele millimeters lang, heeft een groene kleur en is ovaal van vorm. Aan de onderzijde van het ei begint een patroon van lichtgekleurde, opstaande randen, die naar de bovenzijde toenemen in hoogte en doorlopen tot iets boven de bovenzijde van het ei. De eitjes van de dagpauwoog hebben meestal zeven of soms acht van dergelijke opstaande randen, de eitjes van de kleine vos hebben er meestal acht of soms negen. De eitjes hebben een incubatietijd van enkele weken, afhankelijk van de omgevingsomstandigheden zoals de temperatuur.

### Gelijkende rupsen

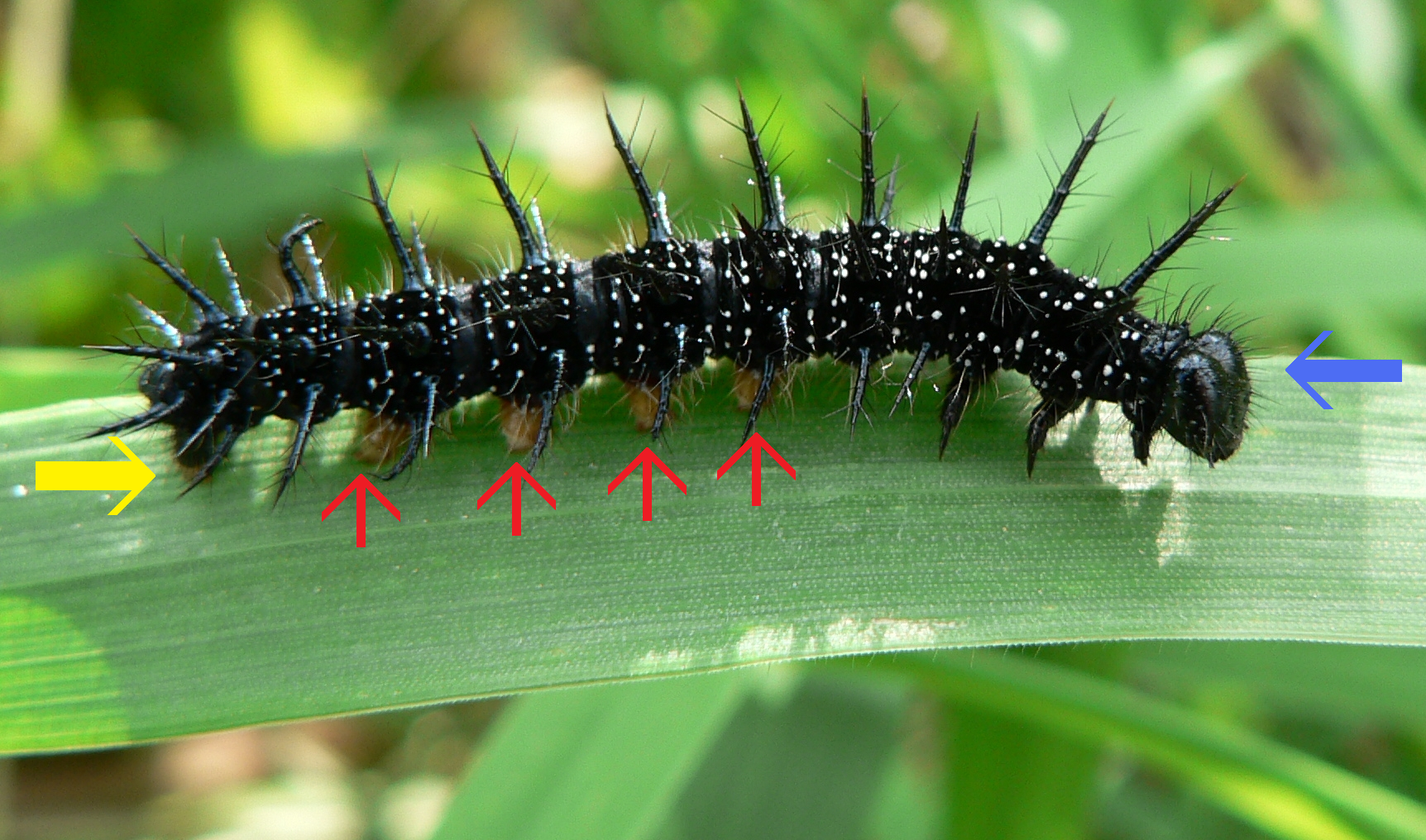
Enkele lichaamsdelen van de rups:
→ Gele pijl: naschuiver
→ Rode pijlen: pseudopoten
→ Blauwe pijl: kop.

De rupsen hebben een diepzwarte lichaamskleur die duidelijk afsteekt tegen de planten waarop ze leven. Ook rupsen die zich in een spinselnest bevinden zijn door hun zwarte kleur met witte stippen duidelijk te zien. Het gehele lichaam is voorzien van regelmatige, zeer kleine witte, ronde stippen. Een ander kenmerk zijn de rijen zwarte stekels, die naar voren gericht zijn en vertakt zijn in haartjes. De huid doet fluweelachtig aan. De rups heeft aan de voorzijde drie paar zwart gelede poten (dit worden later de werkelijke poten aan het borststuk van de vlinder) maar hij beweegt zich voornamelijk voort met behulp van een aantal extra pootjes, in het bijzonder de pseudopoten aan de onderzijde van het midden van het lichaam. Deze poten zijn geelbruin van kleur en ze steken duidelijk af tegen het zwarte lichaam. Achteraan het lichaam is onder het laatste segment een paar vlezige, ongelede poten aanwezig, die geelbruin van kleur zijn. Deze worden de naschuivers genoemd en duwen het lichaam naar voren. Zowel de buikpoten als de naschuivers worden propoten genoemd; ze dienen alleen de rups en verdwijnen tijdens de metamorfose.
Als de jonge rupsen uit het ei kruipen zijn ze slechts een paar millimeter lang. Ze blijven bij elkaar en bouwen een nest gemaakt van spinsel, meestal in de top van de plant. Net als bij andere rupsen wordt het spinsel aangemaakt door klieren in de kop. Naarmate ze groter worden wordt ook het nest uitgebreid; het spinsel is voorzien van vervellingshuiden en uitwerpselen. De nesten zijn goed zichtbaar op planten. Als de rupsen ouder worden wordt het nest verlaten en gaan ze hun eigen weg. De rupsen hebben net als vlinders verschillende groeistadia die de instars worden genoemd. Ieder stadium wordt voorafgegaan door een vervelling waarbij de rups steeds groter wordt. In totaal vervelt de rups vier keer, waarbij een uiteindelijke lengte wordt bereikt van ongeveer 4 centimeter.
De eerste generatie leeft van mei tot juni, de tweede van juli tot september. Bij gunstige omstandigheden verpopt de rups binnen een maand nadat hij uit het ei is gekropen; het popstadium duurt ongeveer een week.

### Pop

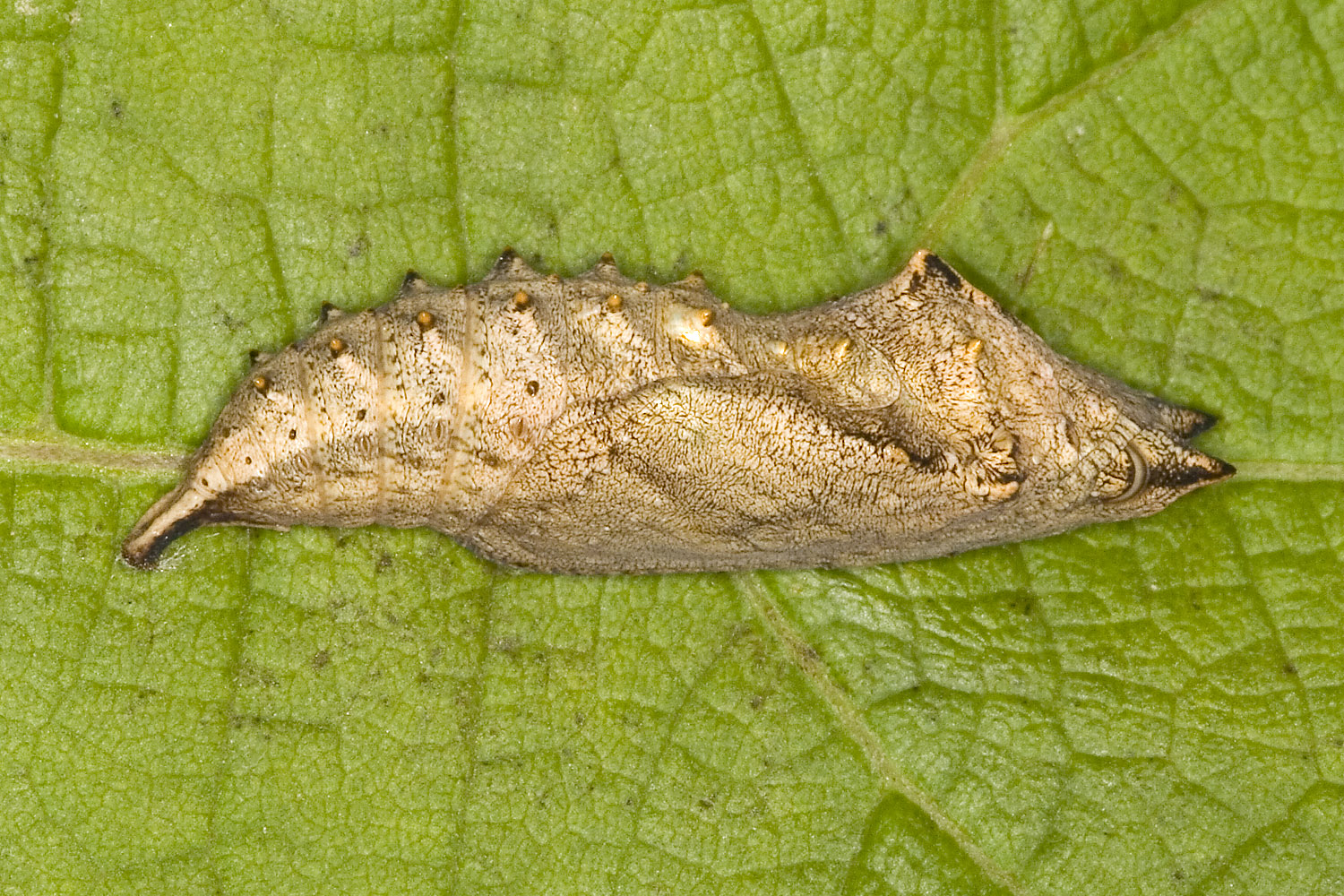
Pop, onderzijde links en buikzijde boven.

De dagpauwoog verpopt vaak aan de onderzijde van een blad. Meestal gebeurt dat in de buurt van zijn voedselplant, maar de pop kan ook worden aangetroffen op nabijgelegen takken of muren. De pop hangt met de bovenzijde naar beneden en is aan het blad vastgehecht met spinsel. De pop van de dagpauwoog heeft een groene tot bruine kleur en is voorzien van rijen kleine stekeltjes aan de buikzijde die opvallen omdat ze een afwijkende kleur hebben. Aan de bovenzijde zijn twee uitstulpingen aanwezig die lijken op hoorntjes. Aan de onderzijde is een puntige, steel-achtige structuur aanwezig waarmee de rups zich in planten verankert.
De pop heeft een voorgevormde breuklijn die openscheurt zodra de vlinder zich naar buiten werkt. De uitgekomen vlinder blijft een tijdje bij de pophuid omdat de vleugels eerst moeten worden volgepompt met vloeistof en vervolgens moeten uitharden voordat ze kunnen worden gebruikt om te vliegen. Ook de tong is bij het uitsluipen nog niet gefuseerd; de twee delen worden door middel van haakjes aan elkaar gehecht zodat de voor vlinders typische buisvormige en oprolbare tong ontstaat.

### Imago
Na de vliegtijd - van maart tot en met september - overwintert het volwassen dier of imago op vochtige koele en beschutte plekken zoals in boomholtes, holen van zoogdieren, grotten en onderaardse spleten. Ook menselijke bebouwing is zeer geschikt als overwinteringsplaats en de vlinders kunnen worden aangetroffen in zolders, schuren, tuinhuisjes en kelders. Om zich te beschermen tegen vorst bevat het lichaam van de vlinder verbindingen die lijken op glycol en een op antivries gelijkende werking hebben. Als de vlinder wordt verstoord, worden de oogvlekken getoond en daarnaast kan een sissend geluid worden geproduceerd door de vleugels tegen elkaar te wrijven. Deze vorm van geluidproductie komt wel meer voor bij de insecten en wordt stridulatie genoemd.
In gematigde streken zoals West-Europa en dus ook Nederland ontwikkelt zich meestal slechts 1 generatie per jaar. In warmere streken ontwikkelen de rupsen zich sneller en kunnen twee tot drie generaties tot ontwikkeling komen.
De dagpauwoog kan, wanneer hij eenmaal volwassen is, zeer oud worden in vergelijking met andere vlindersoorten. De meeste vlinders sterven na enkele dagen of weken, de volwassen dagpauwoog kan in de vrije natuur echter maanden oud worden. Van een in gevangenschap gehouden exemplaar is bekend dat een leeftijd van elf maanden werd bereikt. Oudere vlinders hebben vaak een beschadigd vleugeloppervlak en zien er wat verweerd uit.

## Voedsel

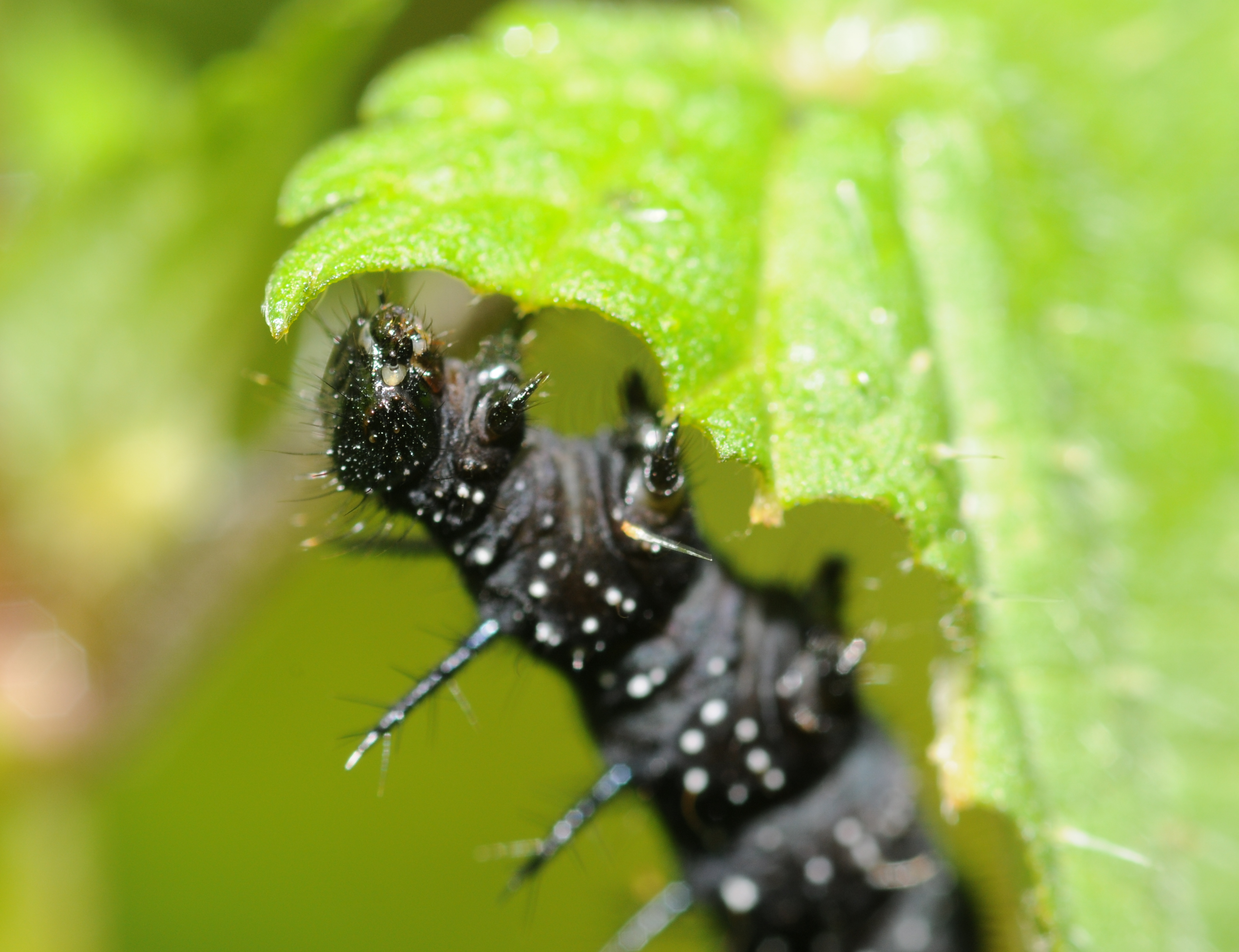
Een rups eet van de brandnetel.

De rupsen van de dagpauwoog zijn gespecialiseerd in het eten van grote brandnetel (Urtica dioica). Ook de planten hop (Humulus lupulus) en kleine brandnetel (Urtica urens) kunnen dienen als voedsel. Brandnetels worden door andere dieren juist vermeden door hoge concentraties brandharen. De rupsen kunnen zo massaal voorkomen dat ze grote groepen brandnetels helemaal kaalvreten. Ze eten zowel overdag als 's nachts en zijn ware eetmachines.

### Waardplanten
Planten waarvan de volwassen vlinders nectar zuigen zijn onder andere: betonie (Stachys officinalis), distels (Carduus), vederdistel (Cirsium), wilde hyacint (Hyacinthoides non-scripta), pinksterbloem (Cardamine pratensis), paardenbloem (Taraxacum officinale), blauwe knoop (Succisa pratensis), heelblaadjes (Pulicaria dysenterica), havikskruid (Hieracium), biggenkruid (Hypochaeris), koninginnekruid (Eupatorium cannabinum), wilde marjolein (Origanum vulgare), wilde liguster (Ligustrum vulgare), jakobskruiskruid (Jacobaea vulgaris), grote kaardenbol (Dipsacus fullonum), watermunt (Mentha aquatica) en gewoon duizendblad (Achillea millefolium).
Ook verschillende tuinplanten als vlinderstruik en lavendel worden bezocht door de dagpauwoog. In het vroege voorjaar, als de vlinders uit hun schuilplaatsen komen, zijn ze afhankelijk van vroeg bloeiende planten om aan nectar te komen en zijn dan vaak aan te treffen op bomen als de boswilg (Salix caprea).
Hoewel sommigen brandnetels waarderen als groente of als basis voor brandnetelthee, beschouwen de meeste mensen de plant als onkruid en proberen deze in hun tuin uit te roeien. Ook professionele tuinders en agrariërs hebben een hekel aan brandnetels en bestrijden deze vaak grondig. De bestrijding heeft als direct gevolg dat de vlinder zich op die plaatsen niet meer kan ontwikkelen.
De dagpauwoog is niet de enige vlinder waarvan de rupsen voornamelijk eten van de brandnetel. Andere grotere en bont gekleurde vlinders die in belangrijke mate van de plant eten zijn onder andere de soorten distelvlinder, atalanta, kleine vos, gehakkelde aurelia, landkaartje, brandnetelmotje, hengellichtmot, grijze kruidenmot en ten slotte de parelmoermot.

## Vijanden

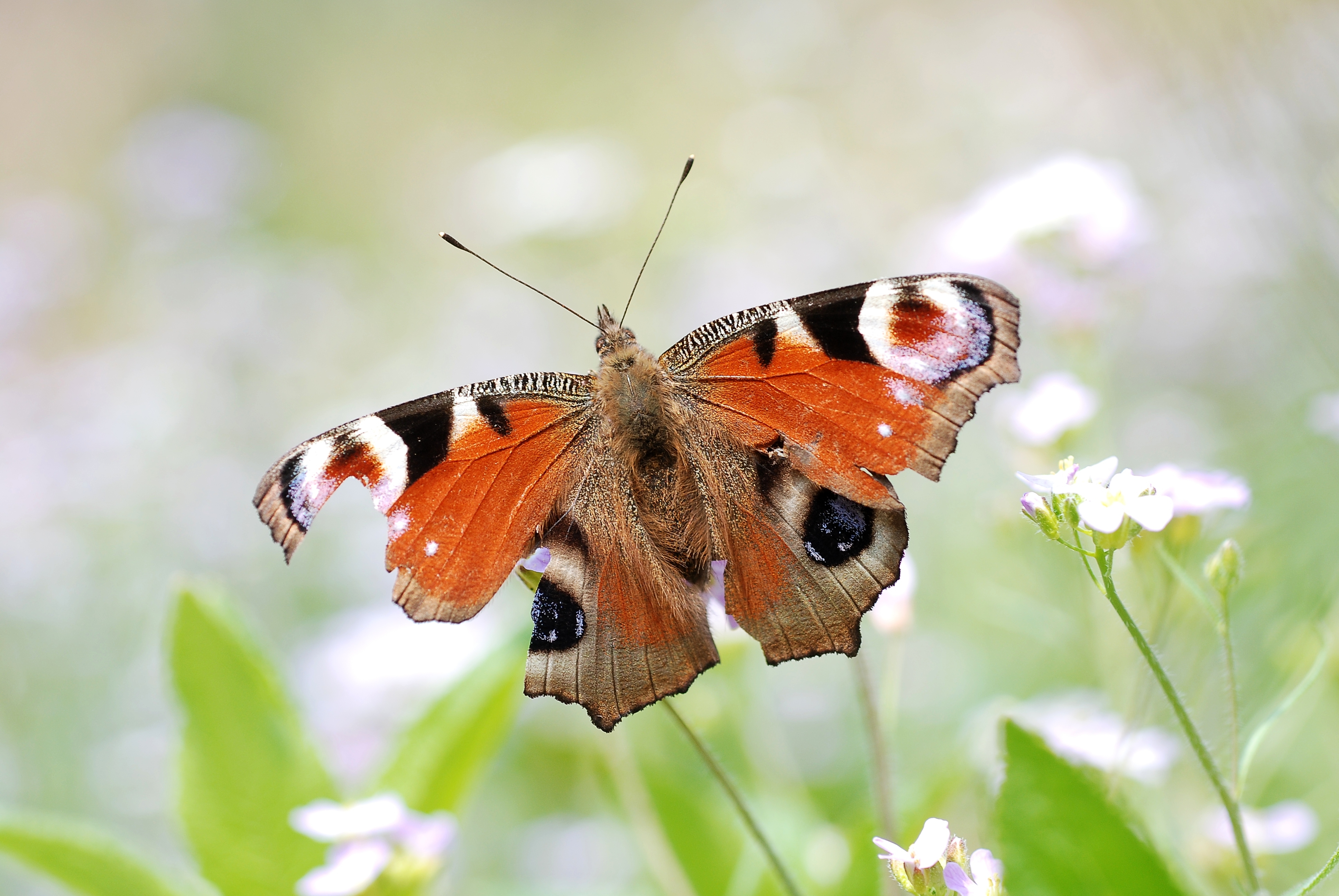
Oudere exemplaren hebben vaak beschadigde vleugels als gevolg van aanvallen door vogels.

De dagpauwoog is een schuwe soort die zich moeilijk laat benaderen. In rust worden de vleugels tegen elkaar geklapt boven het lichaam, zodat de vlinder sprekend lijkt op een dor blad. De donkere vleugeladering (die gelijkenis vertoont met bladnerven) en de grillige donkere vlekken (die vraatsporen imiteren) versterken dit effect. Als een vlinder wordt verstoord, worden de vleugels uitgeklapt waarbij de bont gekleurde oogvlekken tevoorschijn komen. Deze dienen om dieren als vogels af te weren. Indien een vogel toch aanvalt, wordt meestal op de duidelijk zichtbare oogvlek gemikt. De vleugel kan hierdoor beschadigd raken, maar de vlinder weet vaak te ontsnappen.
Net als bij andere vlindersoorten worden zowel de eitjes als de rupsen gepredeerd door verschillende parasitoïden. Soorten uit de geslachten Telenomus en Trichogramma zijn beruchte eierparasieten van verschillende vlinders. De vrouwtjes van deze geslachten zoeken de eitjes van vlinders op en zetten in ieder ei een van hun eigen eitjes af. De larve van de sluipwesp eet vervolgens het zich ontwikkelende embryo van de dagpauwoog op in het ei. Uit de eitjes van de vlinder komt vervolgens een nieuwe generatie sluipwespen tevoorschijn die op zoek gaat naar vlindereieren.

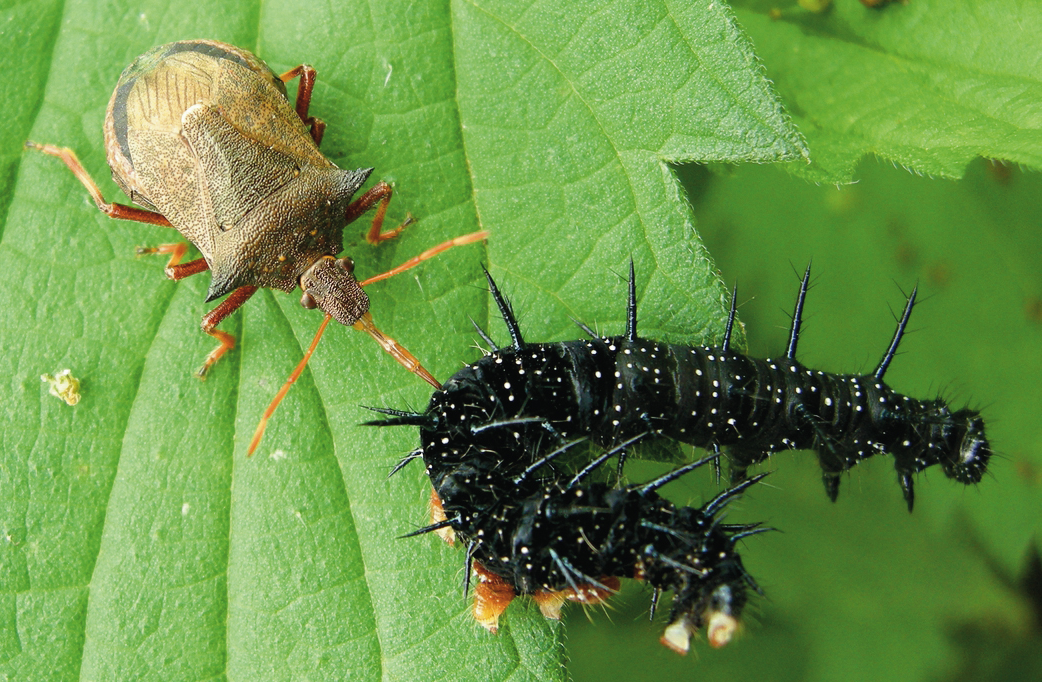
Een door de schildwants Picromerus bidens buitgemaakte rups wordt leeggezogen.

Andere parasitoïden richten zich op de rups, zoals de sluipwesp Phobocampe confusa. De vrouwtjes zetten met de lange legboor een ei af in het rupsenlichaam waarna de larven de rups opeten. De sluipvlieg Sturmia bella zet de eitjes af op de voedselplant van de rupsen waarna de vliegenlarve de rups binnendringt en deze van binnenuit opeet. Zodra de larve zich heeft volgevreten wordt het rupsenlichaam verlaten en vindt de verpopping plaats. Op YouTube zijn hiervan video's beschikbaar. In Groot-Brittannië is de vlieg vermoedelijk een bedreiging voor de aan de dagpauwoog verwante kleine vos. Een andere op de dagpauwoog jagende sluipvlieg is de soort Zenillia vulgaris. Sommige rovende insecten als roofwantsen steken hun naald-achtige snuit in de rups en zuigen de deels vloeibare lichaamsinhoud op.
De rupsen hebben door hun stekelige lichaamsoppervlak maar weinig gespecialiseerde vijanden die het aandurven de rups in één keer door te slikken. Als de rupsen worden aangevallen bewegen ze gelijktijdig het achterlijf heen en weer wat dient om de vijand te verwarren. Ook kan de rups zijn maaginhoud ledigen over een vijand. Bij aanraking rollen de rupsen zich vaak tot een bal en laten zich op de grond vallen.